# Fairey Delta 2

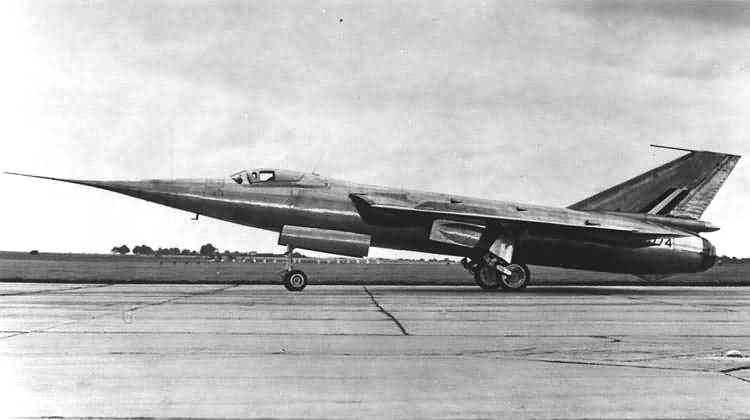
WG774, unlackiert. Später erhielt das Flugzeug gelbe Streifen mit einer gelb-violetten Teillackierung, bevor es zur BAC 221 umgebaut wurde.

Die Fairey Delta 2 oder F.D.2 war ein britisches Überschallversuchsflugzeug der Fairey Aviation Company auf Basis der Spezifikation E.R.103 des Ministry of Supply.

## Geschichte
Die Fairey Delta geht auf die Anforderung des Ministry of Supply Ende der 1940er Jahre zurück, in dem ein Flugzeug zur Erforschung des transsonischen Bereiches gefordert wurde. Durch den schnellen Fortschritt in der Luftfahrt wurden die Anforderungen nochmals gesteigert, so dass auch Forschungen im Überschallbereich möglich sein sollten. Um die erwarteten Ergebnisse schnell in ein Serienflugzeug übertragen zu können, wurde gefordert, dass dieses Flugzeug nach den Anforderungen für Kampfflugzeuge gebaut werden sollte. Die F.D.2 wurde als Prototyp für einen vom britischen Verteidigungsministerium ausgeschriebenen Allwetter-Abfangjäger (Spezifikation F.23/49) gebaut, die spätere Fairey Delta 3, die jedoch nie über das Reißbrettstadium hinaus kam.

## Konstruktion
Die Delta 2 war ein schwanzloser Mitteldecker mit Deltaflügeln mit einem Einstellwinkel von 1,5°, einer Dicke von 5 % und einer Flügelvorderkantenpfeilung von 60°. Die Flügel trugen außen Querruder und innen das Höhenruder. Das Seitenruder wies ebenfalls eine Pfeilung von 60° und eine Dicke von 5 % auf. Die hydraulische Steuerung war einfach redundant aufgebaut und erzeugte für den Piloten künstlich die sonst gewohnten Ruderkräfte. Der Rumpf hatte einen kreisförmigen Querschnitt und war in Schalenbauweise gefertigt. Am Rumpfheck waren die vier Klappen der Luftbremse angebracht. Die Triebwerkseinlässe lagen in den Flügelwurzeln. Das Strahltriebwerk war ein Rolls-Royce Avon RA.5 mit einem nicht regelbaren Nachbrenner.
Die Delta 2 hatte eine sehr lange, spitz zulaufende Nase, durch die die Sicht bei Start und Landung sehr eingeschränkt war. Um dies auszugleichen, wurde die Nase um 10 Grad hydraulisch schwenkbar gestaltet; analog zur später entwickelten Concorde. Zwei Prototypen wurden gefertigt: die WG774 und WG777. Die WG774 absolvierte ihren 25 Minuten dauernden Jungfernflug am 6. Oktober 1954, geflogen von Peter Twiss, der zweite Prototyp startete am 15. Februar 1956 zum ersten Mal.

## Erprobung und Geschwindigkeits-Weltrekord
Der erste Prototyp durchlief sein Versuchsprogramm problemlos, bis es Ende 1954 wegen Treibstoffmangels zu einer Notlandung kam, bei der die Maschine stark beschädigt wurde. Sie war erst im August 1955 wieder startbereit. Während der Flugerprobung zeigte die Maschine gute Leistungen und erreichte leicht Überschallgeschwindigkeit, erstmals im August 1955. Daraufhin wurde beschlossen, den bestehenden Geschwindigkeitsweltrekord zu überbieten.
Am 10. März 1956 stellte das Flugzeug einen neuen Geschwindigkeitsrekord mit 1.811 km/h auf, der um 480 km/h über dem alten Rekord von 1955, aufgestellt von einer F-100 Super Sabre, lag. Dieser Rekordflug war der erste Flug, der die 1000-Meilen-pro-Stunde-Grenze überschritt, und der Pilot der erste Mensch, der schneller als die Erdrotation (am Äquator) unterwegs war.

## BAC 221
Die erste Delta 2 (WG 774) wurde 1960 von der British Aircraft Corporation (BAC), nach der Übernahme von Fairey, in das Ogive-Flügel-Flugzeug BAC 221 umgebaut. Dieser Umbau wurde für das Concorde-Programm getätigt. Es beinhaltete neue Flügel, neue Triebwerkseinlässe, ein modifiziertes Seitenruder, einen um 1,83 m verlängerten Rumpf und ein verlängertes Fahrgestell, um dasjenige der Concorde zu simulieren. Das Flugzeug startete am 1. Mai 1964 erstmals und flog bis 1973.

## Technische Daten
| Kenngröße             | Daten                                |
| --------------------- | ------------------------------------ |
| Besatzung             | 1                                    |
| Gesamtlänge           | 15,7 m                               |
| Spannweite            | 8,2 m                                |
| Höhe                  | 3,4 m                                |
| Flügelfläche          | 33 m²                                |
| Flügelstreckung       | 2,04                                 |
| Leermasse             | 4.990 kg                             |
| Startmasse            | 6.298 kg                             |
| Höchstgeschwindigkeit | 1.811 km/h                           |
| Gipfelhöhe            | 14.540 m                             |
| Steigrate             | 76,2 m/s                             |
| Triebwerk             | ein Strahltriebwerk Rolls-Royce RA.5 |
| Schubkraft            | 4.536 kg                             |

## Verbleib

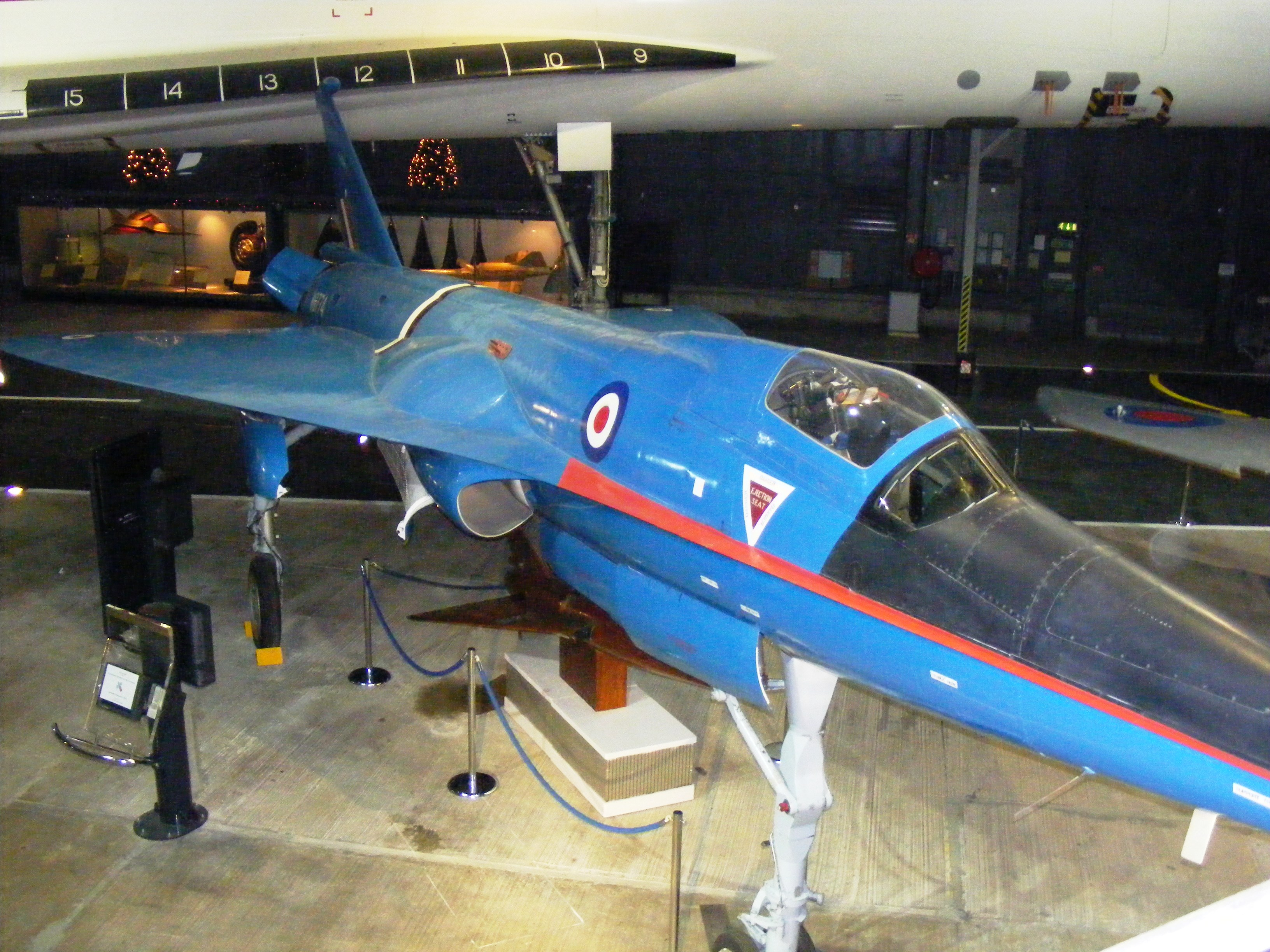
BAC 221 im Fleet Air Arm Museum in Yeovilton (Dezember 2008)

Die WG 774, in der BAC-221-Ausführung, wird neben dem britischen Concorde-Prototyp im Fleet Air Arm Museum bei Yeovilton ausgestellt. Die zweite F.D.2, WG 777, wird im Royal Air Force Museum auf der ehemaligen Luftwaffen-Basis RAF Cosford neben vielen weiteren Versuchsflugzeugen ausgestellt.

## Vergleichbare Muster
- English Electric P1A
- Bristol 188
- Avro 707c